# Jan Spaander
Jan (Jip) Spaander (Oostwoud, 6 december 1914 – Amsterdam, 20 mei 1988) was een Nederlandse arts en bestuurder. Hij was directeur-generaal van het Rijksinstituut voor de Volksgezondheid (RIV) en voorzitter van de Voorlopige Commissie voor de milieueffectrapportage.

## Biografie
Spaander werd begin 1939 door Gerard Borst als arts-assistent interne geneeskunde aangenomen in het Binnengasthuis in Amsterdam. In september van dat jaar, direct na het uitbreken van de Tweede Wereldoorlog, werd Spaander gemobiliseerd als geneeskundig reserveofficier van gezondheid. Tijdens de mobilisatie besloot het hoofdbestuur van het Nederlandse Rode Kruis de bestaande vredes-donordiensten van het Rode Kruis te bundelen. De bedoeling was om zo tot een landelijke dienst te komen, zowel in oorlogs- als in vredestijd.
Spaander promoveerde in 1942 onder leiding van prof. Borst op het proces van bewaren van bloed en de houdbaarheidsduur van geconserveerd bloed. In datzelfde jaar ging de leiding van de afdeling van Borst over in handen van een medische SS-officier. Dit was reden voor Spaander om te vertrekken uit de interne kliniek en met de hulp van de directie van het Binnengasthuis het laboratorium over te plaatsen naar een wat onopvallender hoek.
Vanaf 1 januari 1943 werd er over dit laboratorium gesproken als het Centraal laboratorium van de bloedtransfusiedienst (CLB) en werd Spaander als directeur aangesteld door het Nederlandse Rode Kruis. Het distributiesysteem van het CLB was erop gericht om de voorraden centraal beperkt te houden en in de landelijke ziekenhuizen zo groot mogelijk te maken. Op die manier zou het mogelijk zijn bij calamiteiten, zware bombardementen en verwachte bevrijdingsoperaties, in alle rayons zo effectief mogelijke hulp te verlenen aan de getroffenen. Gedurende de slag om Arnhem werden bij Apeldoorn ook de Engelse gewonden door de Bloedtransfusiedienst van bloed voorzien. In 1949 werd het  vernieuwde CLB onder grote internationale belangstelling geopend. Na 1950 ontplooide het CLB zich verder onder leiding van Joghem van Loghem.
Van 1950 tot zijn pensionering in december 1979 was Spaander eerst algemeen directeur en sinds 1966 directeur-generaal van het Rijksinstituut voor de Volksgezondheid (RIV). Het RIV huisde in 1950 in het Sterrenbos te Utrecht. Dit RIV was – volgens veel volksgezondheidsautoriteiten - bij lange na niet geworden wat het vanaf zijn oprichting in 1910 had moeten zijn, namelijk: "een instituut om het Hygiënisch Staatstoezicht wetenschappelijk te doorstrálen".
Spaander startte een groots nieuwbouwproject in Bilthoven dankzij een bijdrage van de Marshallplan-hulpgelden. Het RIV beschikte vanouds over artsen en dierenartsen. Spaander breidde het uit met beoefenaren van andere disciplines, zoals chemici, biologen, farmaceuten, natuurkundigen, technici en wiskundigen. Schone lucht, bodem en water werden toegevoegd aan de uitdagingen van het gezondheidsbeleid. Naast het herkennen, opsporen, bestrijden en voorkomen van ziekteverwekkers (pokken, geslachtsziekten enzovoorts), van bronnen van fysische (bijvoorbeeld radioactieve stoffen)) en chemische verontreiniging, en van geluidshinder, werd ook psychohygiëne in het gezondheidsbeleid geïntegreerd. Bij zijn pensionering waren meer dan duizend medewerkers actief in de zes sectoren van het instituut: microbiologie, milieuhygiëne, farmacologie, immunologie, epidemiologie en toxicologie/levensmiddelen. In het laboratorium voor toxicologie werd binnen 48 uur het endosulfan ontdekt als oorzaak van grootschalige vissterfte op 23 juni 1969 in de Rijn. Een primeur waarmee internationaal aanzien werd verworven en dat de basis vormde voor intensieve samenwerking met Duitsland. In 1979 werd Spaander opgevolgd door Hans Cohen. Hierna heeft Spaander kunnen bijdragen aan invoering van milieueffectrapportages (MER) in Nederland, onder andere door de Voorlopige Commissie voor de milieu-effectrapportage voor te zitten.
Spaander werd meerdere malen onderscheiden voor zijn werk. Zo was hij officier in de Orde van Oranje-Nassau met de zwaarden, ridder in de Orde van  Nederlandse Leeuw, commandeur in de Orde van Oranje-Nassau, grootofficier in de Orde van Leopold II, commandeur in de Kroonorde van België, kreeg hij het Bundes Verdienst Kreuz van de Duitse Bondsrepubliek en was hij drager van het Kruis van Verdiensten van het Nederlandse Rode Kruis.
In 1980 kreeg hij een eredoctoraat in de geneeskunde van de Universiteit van Amsterdam voor zijn grote verdienste op het gebied van de Volksgezondheid.